# Final da Copa do Brasil de Futebol de 2000
A final da Copa do Brasil de Futebol de 2000 foi decidida por Cruzeiro e São Paulo em duas partidas. O primeiro jogo, realizado no Morumbi, terminou em um empate sem gols. No segundo duelo, no Mineirão, o clube mineiro venceu por 2 a 1 em um jogo emocionante e conquistou pela terceira vez o torneio.

## Campanhas
A tabela a seguir ilustra a campanha dos finalistas nas fases anteriores do torneio:
| Cruzeiro            | Cruzeiro  | Cruzeiro              | Fase             | São Paulo        | São Paulo | São Paulo             |
| Adversário          | Resultado | Jogos                 | Fase             | Adversário       | Resultado | Jogos                 |
| ------------------- | --------- | --------------------- | ---------------- | ---------------- | --------- | --------------------- |
| Gama                | 5 – 2     | 1 – 1 fora 4 – 1 casa | Primeira fase    |                  |           |                       |
| Paraná              | 2 – 0     | 2 – 0 fora            | Segunda fase     | Comercial-MS     | 4 – 2     | 1 – 2 fora 3 – 0 casa |
| Caxias              | 9 – 2     | 3 – 1 fora 6 – 1 casa | Terceira fase    | Sinop            | 3 – 1     | 4 – 0 fora 2 – 0 casa |
| Atlético Paranaense | 4 – 3     | 2 – 1 casa 2 – 2 fora | Oitavas-de-final | América de Natal | 6 – 3     | 3 – 1 fora 3 – 2 casa |
| Botafogo            | 3 – 2     | 3 – 2 casa 0 – 0 fora | Quartas-de-final | Palmeiras        | 5 – 3     | 2 – 1 casa 3 – 2 fora |
| Santos              | 4 – 2     | 2 – 0 casa 2 – 2 fora | Semifinal        | Atlético Mineiro | 6 – 3     | 3 – 0 casa 3 – 3 fora |

## Finais

### Ida
| 5 de julho de 2000 | São Paulo | 0 – 0 | Cruzeiro | Morumbi, São Paulo                   |
|                    |           |       |          | Árbitro: GO Antônio Pereira da Silva |

| São Paulo | Cruzeiro |

| G              | 1  | Rogério Ceni         |                               |                 |
| LD             | 2  | Belletti             | Penalizado com cartão amarelo |                 |
| Z              | 3  | Edmílson             |                               |                 |
| Z              | 4  | Rogério Pinheiro     |                               |                 |
| LE             | 6  | Fábio Aurélio        |                               |                 |
| V              | 5  | Alexandre Rotweiller | Penalizado com cartão amarelo | Substituído     |
| V              | 7  | Maldonado            | Penalizado com cartão amarelo |                 |
| M              | 10 | Raí                  |                               |                 |
| A              | 11 | Marcelinho Paraíba   |                               |                 |
| M              | 27 | Sandro Hiroshi       |                               | Substituído     |
| A              | 9  | França               |                               |                 |
| Substituições: |    |                      |                               |                 |
| V              | 20 | Fabiano              |                               | Entrou em campo |
| M              | 18 | Carlos Miguel        |                               | Entrou em campo |
| Treinador:     |    |                      |                               |                 |
| Levir Culpi    |    |                      |                               |                 |

| G              | 1  | André             |                               |                 |
| LD             | 2  | Rodrigo           |                               |                 |
| Z              | 3  | Cris              |                               |                 |
| Z              | 4  | Cléber            |                               |                 |
| LE             | 6  | Sorín             |                               | Substituído     |
| V              | 7  | Marcos Paulo      | Penalizado com cartão amarelo |                 |
| V              | 8  | Ricardinho        | Penalizado com cartão amarelo |                 |
| M              | 5  | Donizete Oliveira |                               |                 |
| M              | 10 | Jackson           |                               | Substituído     |
| A              | 9  | Oséas             |                               |                 |
| A              | 11 | Geovanni          |                               |                 |
| Substituições: |    |                   |                               |                 |
| LE             |    | Alonso            |                               | Entrou em campo |
| AT             |    | Muller            |                               |                 |
| ME             |    | Viveros           |                               | Entrou em campo |
| Treinador:     |    |                   |                               |                 |
| Marco Aurélio  |    |                   |                               |                 |

### Volta
| 9 de julho de 2000 | Cruzeiro                        | 2 – 1  | São Paulo              | Mineirão, Belo Horizonte                         |
|                    | Fábio Júnior 80' · Geovanni 90' | Súmula | Marcelinho Paraíba 65' | Público: 85,841 Árbitro: RS Carlos Eugênio Simon |

| Cruzeiro | São Paulo |

| G              | 1  | André             |  |     |
| LD             | 2  | Rodrigo           |  | 68' |
| Z              | 3  | Cris              |  |     |
| Z              | 4  | Cléber            |  |     |
| LE             | 6  | Sorín             |  | 70' |
| V              | 5  | Donizete Oliveira |  |     |
| V              | 8  | Ricardinho        |  |     |
| V              | 7  | Marcos Paulo      |  |     |
| M              | 10 | Jackson           |  | 65' |
| A              | 9  | Oséas             |  |     |
| A              | 11 | Geovanni          |  |     |
| Substituições: |    |                   |  |     |
| G              | 12 | Fábio             |  |     |
| LE             | 13 | Alonso            |  |     |
| Z              | 14 | Marcelo Djian     |  |     |
| LD             | 15 | Zé Maria          |  |     |
| A              | 16 | Müller            |  | 65' |
| M              | 17 | Viveros           |  | 70' |
| A              | 18 | Fábio Júnior      |  | 68' |
| Treinador:     |    |                   |  |     |
| Marco Aurélio  |    |                   |  |     |

| G              | 1  | Rogério Ceni       |                               |     |
| LD             | 2  | Belletti           | Penalizado com cartão amarelo |     |
| Z              | 3  | Edmílson           |                               |     |
| Z              | 4  | Rogério Pinheiro   | 86'                           |     |
| LE             | 6  | Fábio Aurélio      |                               |     |
| V              | 5  | Alexandre          |                               | 86' |
| V              | 7  | Maldonado          | Penalizado com cartão amarelo |     |
| M              | 10 | Raí                | Penalizado com cartão amarelo |     |
| A              | 11 | Marcelinho Paraíba |                               |     |
| M              | 8  | Edu                |                               | 84' |
| A              | 9  | França             |                               | 74' |
| Substituições: |    |                    |                               |     |
| G              | 12 | Alencar            |                               |     |
| LD             | 13 | Pimentel           |                               |     |
| Z              | 14 | Álvaro             |                               |     |
| V              | 15 | Fabiano            |                               | 84' |
| M              | 16 | Carlos Miguel      |                               | 74' |
| M              | 17 | Axel               |                               | 86' |
| A              | 18 | Evair              |                               |     |
| Treinador:     |    |                    |                               |     |
| Levir Culpi    |    |                    |                               |     |

| Copa do Brasil 2000                           |
| --------------------------------------------- |
| CRUZEIRO Campeão 3º título (1993, 1996, 2000) |